# 雅各布·杜布斯
雅各布·杜布斯（Jakob Dubs，1822年7月26日—1879年1月13日）是一位瑞士政治家，瑞士联邦委员会委员（1861年-1872年）。他于1861年7月30日当选为联邦委员会委员，任职至1872年5月28日卸任。雅各布·杜布斯是瑞士自由民主党成员。
在任期内，他主要主持领导了以下部门的工作：
- 司法与警政部（1861年-1863年）
- 政治部（1864年）并出任同年的瑞士联邦总统
- 内政部（英语：Federal Department of Home Affairs）（1865年）
- 司法与警政部（1866年）
- 邮政部（1867年）
- 政治部（1868年）并出任同年的瑞士联邦总统
- 邮政部（1869年）
- 政治部（1870年）并出任同年的瑞士联邦总统
- 内政部（英语：Federal Department of Home Affairs）（1871年-1872年）

期间，杜布斯于1864年、1868年和1870年三次出任瑞士联邦总统。

## 外部連結
- 雅各布·杜布斯的资料与选举结果见瑞士联邦委员会网站
- 雅各布·杜布斯在線上《瑞士歷史辭典》中的德文、法文或版詞條。